# Liste der Nummer-eins-Hits in Spanien (1984)
Dies ist eine Liste der Nummer-eins-Hits in Spanien im Jahr 1984. Sie basiert auf den offiziellen Chartlisten der Asociación Fonográfica y Videográfica de España (AFYVE, heute Promusicae), der spanischen Landesgruppe der IFPI.

## Singles
| | Liste der Nummer-eins-Hits in Spanien | Liste der Nummer-eins-Hits in Spanien | Liste der Nummer-eins-Hits in Spanien                                                                                | 1985 → |
| \| Zeitraum \| Wo. ges. \| Interpret \| Titel Autor(en) \| Zusätzliche Informationen \| \| (Zeitraum, Wochen auf Platz eins, Interpret, Titel, Autor[en], zusätzliche Informationen) \| \| \| \| \| \| ----------------------------------------------------------------------------------------- \| -------- \| -------------------------------- \| -------------------------------------------------------------------------------------------------------------------- \| --------------------------------------------------------------------------------------------------------------------------------------------------------------------------------------------------------------------------------------------- \| \| 19. Dezember 1983 – 5. Februar 1984 7 Wochen \| 7 \| Culture Club \| Karma Chameleon Michael Emile Craig, Roy Ernest Hay, Jonathan Aubrey Moss, George Alan O’Dowd, Philip Stuart Pickett \| – \| \| 6. Februar 1984 – 12. Februar 1984 1 Woche \| 1 \| Paul McCartney & Michael Jackson \| Say, Say, Say Michael Joe Jackson, Paul James McCartney \| – \| \| 13. Februar 1984 – 18. März 1984 5 Wochen (insgesamt 11) \| 11 \| Michael Jackson \| Thriller Rodney L. Temperton \| – \| \| 19. März 1984 – 25. März 1984 1 Woche \| 1 \| Lionel Richie \| All Night Long (All Night) Lionel B. Richie \| – \| \| 26. März 1984 – 6. Mai 1984 6 Wochen (insgesamt 11) \| 11 \| Michael Jackson \| Thriller Rodney L. Temperton \| – \| \| 7. Mai 1984 – 13. Mai 1984 1 Woche \| 1 \| Frankie Goes to Hollywood \| Relax Musik: Peter Gill, William Johnson, Mark William O’Toole; Text: William Johnson \| – \| \| 14. Mai 1984 – 20. Mai 1984 1 Woche \| 1 \| Rockwell \| Somebody’s Watching Me Kennedy William Gordy \| – \| \| 21. Mai 1984 – 27. Mai 1984 1 Woche \| 1 \| La Unión \| Lobo-hombre en París Rafa Sánchez, Luis Bolín, Mario Martínez, Íñigo Zabala \| Das Lied war der größte Erfolg der Rockband aus Madrid, die als Instrumentalband begonnen hatte. Der Text des Stücks basiert auf der Geschichte Le Loup-garou des französischen Schriftstellers Boris Vian.[1] \| \| 28. Mai 1984 – 3. Juni 1984 1 Woche \| 1 \| Break Machine \| Street Dance Musik: Jaques Morali, Frederick I. Zarr; Text: Henri Belolo, Keith Wayne Rodgers \| – \| \| 4. Juni 1984 – 10. Juni 1984 1 Woche \| 1 \| Pimpinela \| Olvídame y pega la vuelta Joaquín Roberto Galán, Lucía Galán \| – \| \| 11. Juni 1984 – 17. Juni 1984 1 Woche \| 1 \| Casal \| Pánico en el Edén \| – \| \| 18. Juni 1984 – 12. August 1984 8 Wochen (insgesamt 9) \| 9 \| La Unión \| Lobo-hombre en Paris Rafa Sánchez, Luis Bolín, Mario Martínez, Íñigo Zabala \| – \| \| 13. August 1984 – 9. September 1984 4 Wochen \| 4 \| Gary Low \| La colegiala Walter León Aguilar \| Dieser Klassiker stammt ursprünglich aus Peru und wurde Anfang der 1980er durch die Fernsehwerbung bekannt. Gary Low schuf mit seinem discotauglichen Cover eine der erfolgreichsten Versionen und seinen zweiten Nummer-eins-Hit in Spanien. \| \| 10. September 1984 – 30. September 1984 3 Wochen \| 3 \| Evelyn Thomas \| High Energy Ian Geoffrey Levine, Fiachra Trench \| – \| \| 1. Oktober 1984 – 14. Oktober 1984 2 Wochen \| 2 \| Julio Iglesias & Diana Ross \| All of You Musik: Tony Renis; Text: Cynthia Weil \| – \| \| 15. Oktober 1984 – 21. Oktober 1984 1 Woche (insgesamt 7) \| 7 \| Stevie Wonder \| I Just Called to Say I Love You Stevie Wonder \| – \| \| 22. Oktober 1984 – 28. Oktober 1984 1 Woche \| 1 \| José Luis Perales \| Tentación José Luis Perales Morillas \| – \| \| 29. Oktober 1984 – 2. Dezember 1984 5 Wochen (insgesamt 7) \| 7 \| Stevie Wonder \| I Just Called to Say I Love You Stevie Wonder \| – \| \| 3. Dezember 1984 – 9. Dezember 1984 1 Woche \| 1 \| Miguel Bosé \| Sevilla Miguel Bosé, Sergio Cossu, Oscar Avogadro, Elio Aldrighetti \| – \| \| 10. Dezember 1984 – 16. Dezember 1984 1 Woche (insgesamt 7) \| 7 \| Stevie Wonder \| I Just Called to Say I Love You Stevie Wonder \| – \| \| 17. Dezember 1984 – 6. Januar 1985 3 Wochen (insgesamt 8) \| 8 \| Alaska y Dinarama \| ¿Cómo pudiste hacerme esto a mí? Ignacio Canut Guillén, Carlos García-Berlanga Manrique \| – \| |                                       |                                       | | |
| |                                       |                                       | | → 1985 → |
| Zeitraum | Wo. ges.                              | Interpret                             | Titel Autor(en) | Zusätzliche Informationen |
| (Zeitraum, Wochen auf Platz eins, Interpret, Titel, Autor[en], zusätzliche Informationen) |                                       |                                       | | |
| 19. Dezember 1983 – 5. Februar 1984 7 Wochen | 7                                     | Culture Club                          | Karma Chameleon Michael Emile Craig, Roy Ernest Hay, Jonathan Aubrey Moss, George Alan O’Dowd, Philip Stuart Pickett | – |
| 6. Februar 1984 – 12. Februar 1984 1 Woche | 1                                     | Paul McCartney & Michael Jackson      | Say, Say, Say Michael Joe Jackson, Paul James McCartney                                                              | – |
| 13. Februar 1984 – 18. März 1984 5 Wochen (insgesamt 11) | 11                                    | Michael Jackson                       | Thriller Rodney L. Temperton                                                                                         | – |
| 19. März 1984 – 25. März 1984 1 Woche | 1                                     | Lionel Richie                         | All Night Long (All Night) Lionel B. Richie                                                                          | – |
| 26. März 1984 – 6. Mai 1984 6 Wochen (insgesamt 11) | 11                                    | Michael Jackson                       | Thriller Rodney L. Temperton                                                                                         | – |
| 7. Mai 1984 – 13. Mai 1984 1 Woche | 1                                     | Frankie Goes to Hollywood             | Relax Musik: Peter Gill, William Johnson, Mark William O’Toole; Text: William Johnson                                | – |
| 14. Mai 1984 – 20. Mai 1984 1 Woche | 1                                     | Rockwell                              | Somebody’s Watching Me Kennedy William Gordy                                                                         | – |
| 21. Mai 1984 – 27. Mai 1984 1 Woche | 1                                     | La Unión                              | Lobo-hombre en París Rafa Sánchez, Luis Bolín, Mario Martínez, Íñigo Zabala                                          | Das Lied war der größte Erfolg der Rockband aus Madrid, die als Instrumentalband begonnen hatte. Der Text des Stücks basiert auf der Geschichte Le Loup-garou des französischen Schriftstellers Boris Vian.                                   |
| 28. Mai 1984 – 3. Juni 1984 1 Woche | 1                                     | Break Machine                         | Street Dance Musik: Jaques Morali, Frederick I. Zarr; Text: Henri Belolo, Keith Wayne Rodgers                        | – |
| 4. Juni 1984 – 10. Juni 1984 1 Woche | 1                                     | Pimpinela                             | Olvídame y pega la vuelta Joaquín Roberto Galán, Lucía Galán                                                         | – |
| 11. Juni 1984 – 17. Juni 1984 1 Woche | 1                                     | Casal                                 | Pánico en el Edén | – |
| 18. Juni 1984 – 12. August 1984 8 Wochen (insgesamt 9) | 9                                     | La Unión                              | Lobo-hombre en Paris Rafa Sánchez, Luis Bolín, Mario Martínez, Íñigo Zabala                                          | – |
| 13. August 1984 – 9. September 1984 4 Wochen | 4                                     | Gary Low                              | La colegiala Walter León Aguilar                                                                                     | Dieser Klassiker stammt ursprünglich aus Peru und wurde Anfang der 1980er durch die Fernsehwerbung bekannt. Gary Low schuf mit seinem discotauglichen Cover eine der erfolgreichsten Versionen und seinen zweiten Nummer-eins-Hit in Spanien. |
| 10. September 1984 – 30. September 1984 3 Wochen | 3                                     | Evelyn Thomas                         | High Energy Ian Geoffrey Levine, Fiachra Trench                                                                      | – |
| 1. Oktober 1984 – 14. Oktober 1984 2 Wochen | 2                                     | Julio Iglesias & Diana Ross           | All of You Musik: Tony Renis; Text: Cynthia Weil                                                                     | – |
| 15. Oktober 1984 – 21. Oktober 1984 1 Woche (insgesamt 7) | 7                                     | Stevie Wonder                         | I Just Called to Say I Love You Stevie Wonder                                                                        | – |
| 22. Oktober 1984 – 28. Oktober 1984 1 Woche | 1                                     | José Luis Perales                     | Tentación José Luis Perales Morillas                                                                                 | – |
| 29. Oktober 1984 – 2. Dezember 1984 5 Wochen (insgesamt 7) | 7                                     | Stevie Wonder                         | I Just Called to Say I Love You Stevie Wonder                                                                        | – |
| 3. Dezember 1984 – 9. Dezember 1984 1 Woche | 1                                     | Miguel Bosé                           | Sevilla Miguel Bosé, Sergio Cossu, Oscar Avogadro, Elio Aldrighetti                                                  | – |
| 10. Dezember 1984 – 16. Dezember 1984 1 Woche (insgesamt 7) | 7                                     | Stevie Wonder                         | I Just Called to Say I Love You Stevie Wonder                                                                        | – |
| 17. Dezember 1984 – 6. Januar 1985 3 Wochen (insgesamt 8) | 8                                     | Alaska y Dinarama                     | ¿Cómo pudiste hacerme esto a mí? Ignacio Canut Guillén, Carlos García-Berlanga Manrique                              | – |

## Alben
| | Liste der Nummer-eins-Hits in Spanien | Liste der Nummer-eins-Hits in Spanien | Liste der Nummer-eins-Hits in Spanien | 1985 →                    |
| \| Zeitraum \| Wo. ges. \| Interpret \| Titel \| Zusätzliche Informationen \| \| (Zeitraum, Wochen auf Platz eins, Interpret, Titel, zusätzliche Informationen) \| \| \| \| \| \| ------------------------------------------------------------------------------ \| -------- \| -------------------------- \| ------------------ \| ------------------------- \| \| 19. Dezember 1983 – 1. Januar 1984 2 Wochen \| 2 \| Juan Pardo \| Caballo de batalla \| – \| \| 2. Januar 1984 – 29. Januar 1984 4 Wochen \| 4 \| (Verschiedene Interpreten) \| Monstruo \| – \| \| 30. Januar 1984 – 24. Juni 1984 21 Wochen \| 21 \| Michael Jackson \| Thriller \| – \| \| 25. Juni 1984 – 8. Juli 1984 2 Wochen (insgesamt 5) \| 5 \| Ana Belén \| Géminis \| – \| \| 9. Juli 1984 – 15. Juli 1984 1 Woche \| 1 \| Luis Eduardo Aute \| Cuerpo a cuerpo \| – \| \| 16. Juli 1984 – 5. August 1984 3 Wochen (insgesamt 5) \| 5 \| Ana Belén \| Géminis \| – \| \| 6. August 1984 – 12. August 1984 1 Woche \| 1 \| Rod Stewart \| Camouflage \| – \| \| 13. August 1984 – 16. September 1984 5 Wochen \| 5 \| Mike Oldfield \| Discovery \| – \| \| 17. September 1984 – 7. Oktober 1984 3 Wochen \| 3 \| Julio Iglesias \| 1100 Bel Air Place \| – \| \| 8. Oktober 1984 – 28. Oktober 1984 3 Wochen (insgesamt 4) \| 4 \| José Luis Perales \| Amaneciendo en tí \| – \| \| 29. Oktober 1984 – 4. November 1985 1 Woche (insgesamt 10) \| 10 \| Stevie Wonder \| The Woman in Red \| – \| \| 5. November 1984 – 11. November 1984 1 Woche (insgesamt 4) \| 4 \| José Luis Perales \| Amaneciendo en tí \| – \| \| 12. November 1984 – 13. Januar 1985 9 Wochen (insgesamt 10) \| 10 \| Stevie Wonder \| The Woman in Red \| – \| |                                       |                                       |                                       |                           |
| |                                       |                                       |                                       | → 1985 →                  |
| Zeitraum | Wo. ges.                              | Interpret                             | Titel                                 | Zusätzliche Informationen |
| (Zeitraum, Wochen auf Platz eins, Interpret, Titel, zusätzliche Informationen) |                                       |                                       |                                       |                           |
| 19. Dezember 1983 – 1. Januar 1984 2 Wochen | 2                                     | Juan Pardo                            | Caballo de batalla                    | –                         |
| 2. Januar 1984 – 29. Januar 1984 4 Wochen | 4                                     | (Verschiedene Interpreten)            | Monstruo                              | –                         |
| 30. Januar 1984 – 24. Juni 1984 21 Wochen | 21                                    | Michael Jackson                       | Thriller                              | –                         |
| 25. Juni 1984 – 8. Juli 1984 2 Wochen (insgesamt 5) | 5                                     | Ana Belén                             | Géminis                               | –                         |
| 9. Juli 1984 – 15. Juli 1984 1 Woche | 1                                     | Luis Eduardo Aute                     | Cuerpo a cuerpo                       | –                         |
| 16. Juli 1984 – 5. August 1984 3 Wochen (insgesamt 5) | 5                                     | Ana Belén                             | Géminis                               | –                         |
| 6. August 1984 – 12. August 1984 1 Woche | 1                                     | Rod Stewart                           | Camouflage                            | –                         |
| 13. August 1984 – 16. September 1984 5 Wochen | 5                                     | Mike Oldfield                         | Discovery                             | –                         |
| 17. September 1984 – 7. Oktober 1984 3 Wochen | 3                                     | Julio Iglesias                        | 1100 Bel Air Place                    | –                         |
| 8. Oktober 1984 – 28. Oktober 1984 3 Wochen (insgesamt 4) | 4                                     | José Luis Perales                     | Amaneciendo en tí                     | –                         |
| 29. Oktober 1984 – 4. November 1985 1 Woche (insgesamt 10) | 10                                    | Stevie Wonder                         | The Woman in Red                      | –                         |
| 5. November 1984 – 11. November 1984 1 Woche (insgesamt 4) | 4                                     | José Luis Perales                     | Amaneciendo en tí                     | –                         |
| 12. November 1984 – 13. Januar 1985 9 Wochen (insgesamt 10) | 10                                    | Stevie Wonder                         | The Woman in Red                      | –                         |